# Luc De Rammelaere
Luc De Rammelaere (Tielt, 5 mei 1947) is een voormalig Belgisch politicus voor de Volksunie en later Nieuw-Vlaamse Alliantie. Hij was actief als gemeenteraadslid en schepen in Tielt, en later als arrondissementscommissaris tot zijn pensioen. In 2021 bracht hij een boek uit over de 100-jarige aanwezigheid van een Tieltse voetbalclub.

## Privéleven
Luc De Rammelaere werd op 5 mei 1947 geboren in Tielt. Zijn moeder was een hoedenmaker en zijn vader was een meubelmaker. Hij werkte zijn humaniora af in het Sint-Jozefscollege, waarna hij aan de Gentse universiteit ging studeren. Daar behaalde hij in 1974 een licentiaat in staats- en bestuurswetenschappen met een thesis over het ontstaan van de eerste drie Belgische taalwetten.
In 1969 kreeg hij samen met Josiane Yde een dochter, Els De Rammelaere. Zij zou zich uiteindelijk ook aan een politieke carrière wagen als gemeenteraadslid, schepen en burgemeester in Tielt en lid van de Kamer van volksvertegenwoordigers. Dit was ze, net als haar vader, telkens als lid van de N-VA. In 1976 kreeg hij er een zoon bij, Stijn De Rammelaere. Hij zou uiteindelijk een succesvol ondernemer worden.

## Politieke carrière
De Rammelaere werd in zijn tienerjaren lid van de lokale Volksunie. In 1970 stelde hij zich kandidaat voor de partij bij de gemeenteraad. Hij zou uiteindelijk verkozen geraken en vanaf 1971 zetelen als gemeenteraadslid. In 1983 werd hij schepen van Jeugd, Sport en Financiën in Tielt. Vanaf 1989 tot zijn pensioen in juni 2007 zou hij de functie van arrondissementscommissaris opnemen. In 2012 stelde hij zich kandidaat voor de provincieraad van West-Vlaanderen op de lijst van de N-VA. Hij was tevens kabinetsmedewerker van Hugo Schiltz tijdens zijn periode als Vlaams minister van Begroting. De Rammelaere was van 2010 tot 2019 voorzitter van de Tieltse N-VA afdeling.

### Eretekens
- Commandeur in de Kroonorde[11]
- Ereschepen in stad Tielt[10]
- Ere arrondissementscommissaris in West-Vlaanderen[10]

## Boeken
De Rammelaere schreef in 2021 zijn eerste boek '100 jaar voetbal in Tielt'. Als gewezen voorzitter van zowel FC Tielt als de latere fusieclub VV Tielt schreef hij over de 100-jarige aanwezigheid van de voetbalclub in Tielt. In 'De Roede van Tielt' nr.4 , 2024 ( het tijdschrift van de Heemkundige Kring) publiceerde hij ook een artikel over Franz Impe, ere-brandweercommandant, oud-schepen en voetbalvoorzitter van Tielt.

## Referentie
1. ↑  De Rammelaere, Luc, Het ontstaan van de drie eerste taalwetten (1873-1883) /. lib.ugent.be (1974.). Gearchiveerd op 24 juni 2023. Geraadpleegd op 24 juni 2023.
2. ↑  Broer Tieltse burgemeester Els De Rammelaere scoort met zijn onderzoeksbureau Profacts. Krant van West-Vlaanderen (11 april 2014). Gearchiveerd op 24 juni 2023. Geraadpleegd op 24 juni 2023.
3. ↑  Herzelenaar wint JCI Award Oost-Vlaamse Jonge Ondernemer 2014. Het Nieuwsblad (26 maart 2014). Gearchiveerd op 24 juni 2023. Geraadpleegd op 24 juni 2023.
4. ↑  in, Made, Profacts is nieuwe Voka Ambassadeur 2018. Made in (26 november 2018). Gearchiveerd op 24 juni 2023. Geraadpleegd op 24 juni 2023.
5. ↑  Profacts is "Voka Ambassadeur 2018" van Voka - KvK Oost-Vlaanderen. DVO. Gearchiveerd op 24 juni 2023. Geraadpleegd op 24 juni 2023.
6. ↑  Gewezen Tieltse schepen maakt comeback in de politiek als N-VA-lijstduwer. Krant van West-Vlaanderen (12 mei 2012). Gearchiveerd op 24 juni 2023. Geraadpleegd op 24 juni 2023.
7. ↑  Oud-schepen Luc De Rammelaere op lijst N-VA. Het Nieuwsblad (3 mei 2012). Gearchiveerd op 24 juni 2023. Geraadpleegd op 24 juni 2023.
8. 1 2  'Mag ik mee naar Brussel, mama?'. De Standaard (29 juni 2007). Gearchiveerd op 24 juni 2023. Geraadpleegd op 24 juni 2023.
9. ↑  N-VA-provincieraadslijst district Tielt : zonder Koenraad Degroote maar mét Luc De Rammelaere. Krant van West-Vlaanderen (29 mei 2012). Gearchiveerd op 24 juni 2023. Geraadpleegd op 24 juni 2023.
10. 1 2 3  Hans Lema neemt voorzitterschap N-VA Tielt op. Het Laatste Nieuws (19 februari 2019). Gearchiveerd op 24 juni 2023. Geraadpleegd op 24 juni 2023.
11. ↑  Moniteur Belge - Belgisch Staatsblad. www.ejustice.just.fgov.be. Geraadpleegd op 24 juni 2023.
12. ↑  Nieuw boek in de maak over 100 jaar voetbal in Tielt. Het Laatste Nieuws (13 juli 2021). Gearchiveerd op 24 juni 2023. Geraadpleegd op 24 juni 2023.
13. ↑  Boek vertelt over 100 jaar voetbal in Tielt: “Geschiedenis van vallen en opstaan”. Krant van West-Vlaanderen (9 december 2021). Gearchiveerd op 24 juni 2023. Geraadpleegd op 24 juni 2023.
14. ↑  Stamnummer 218 al honderd jaar Tielts, maar wat brengt de toekomst? “Het vuur is er uit”. www.nieuwsblad.be (27 november 2021). Gearchiveerd op 24 juni 2023. Geraadpleegd op 24 juni 2023.